# Eurotrochilus
Eurotrochilus — викопний рід птахів родини колібрієвих (Trochilidae), що існував у ранньому олігоцені в Європі. Дослідження 2013 року показали, що він належить до стем-групи родини. Ймовірно вони були першими птахами, що живились нектаром у польоті, подібно до сучасних колібрі.
У рід включають два види. Eurotrochilus inexpectatus описаний у 2004 році, його екземпляри виявлені в Німеччині, а пізніше у Франції. Eurotrochilus noniewiczi описаний у 2007 році в Польщі.

## Історія відкриття
У 2004 році німецький палеонтолог Геральд Майр описав два скелети птахів з колекції Державного музею природознавства в Штутгарті, що були виявлені в місті Фравенвайлер південніше від Віслоха в землі Баден-Вюртемберг. Вік знахідок становить 34-30 млн років. Родова назва Eurotrochilus утворена від слова Euro (Європа) і назви типового роду родини колібрі Trochilus. Видова назва Е. inexpectatus («неочікуваний») вказує на незвичайність знахідки. У 2007 і 2010 роках Геральд Майр разом з Норбертом Міклічем (Norbert Micklich), описав ще двох викопних колібрі на цій же ділянці. В даному шарі були також виявлені морські птахи Diomedeoides, Colymboides, та сухопутні — триперстки (Turnicidae), чепіги (Coliiformes), трогонові (Trogoniformes), дятлоподібні (Piciformes), горобцеподібні (Passeriformes) і тодієві (Todidae).
У 2007 році польські палеонтологи та орнітологи Збігнев і Зигмунд Боченські описали новий вид Eurotrochilus noniewiczi на основі решток, знайдених у відкладеннях на схід від міста Ясло на південному сході Польщі. Вид був названий на честь колекціонера Едварда Нонієвицького (Edward Noniewicza), у якого зберігалися рештки.
У 2008 році французький палеонтолог Антуан Локхарт (Antoine Louchart) з іншими вченими досліджував рештки викопного колібрі з приватної колекції в Марселі. Фрагмент більшої частини скелета з відбитком оперення виявлений в комуні Оппедетт на південному сході Франції. Деякі знайдені на цій ділянці скам'янілості дозволяють припустити, що в регіоні у ранньому олігоцені був тропічний клімат. Розміри птахів, форма дзьоба і деякі інші деталі скелета дозволили вченим припустити що він відноситься до Eurotrochilus, а не до Jungornis tesselatus, іншого відомого предка колібрі з Європи.

## Опис
Eurotrochilus inexpectatus — дуже маленькі птахи, розмірами з сучасного Glaucis hirsutus і менший від Jungornis tesselatus — раньоолігоценового предка колібрі. Загальна довжина від кінчика дзьоба до кінчика хвоста у французького зразка становить 92 мм. Дзьоб прямий, трохи загинається вниз на кінці, вузький, подовжений, приблизно у 2,5 раза довший за череп. Крила Eurotrochilus inexpectatus гострі та відносно короткі, нагадують сучасних колібрі. У складеному стані їх кінчики досягають кінця короткого хвоста. Хвіст квадратної форми, як і у деяких сучасних колібрі. Лапи дуже тонкі, з довгим заднім пальцем. Проксимальні фаланги передніх пальців не так сильно скорочені, як у серпокрильців.